# Fairey Battle
Фэйри «Бэттл» (англ. Fairey Battle) — британский одномоторный цельнометаллический лёгкий бомбардировщик. Спроектирован в конце 1930-х годов фирмой Fairey Aviation.
Первый полёт совершил 10 марта 1937 года. Производство самолёта продолжалось с апреля 1937 года по ноябрь 1940 на заводах «Фэйри» (г. Стокпорт) и «Остин моторс» (г. Бирмингем). Всего был изготовлен 2201 самолёт (с прототипами).
Он имел тот же двигатель от «Роллс-Ройс», который ставился и на современные британские истребители (обеспечивая тем высокую мощность), однако «Бэттл», несмотря на значительное улучшение по сравнению с предшественниками, с тремя членами экипажа и бомбовой нагрузкой становился медленным, ограниченным в радиусе действия и подвержен зенитному огню.
В 1940 году, в «Странной войне» (начале Французской кампании) «Бэттл» открыл счёт воздушным победам Великобритании во Второй мировой войне, однако с мая 1940 в вылетах несёт потери свыше 50 %. Из-за большой уязвимости и высоких потерь «Бэттлы» были отозваны из боевых частей в ноябре 1940 года и далее использовались в качестве тренировочного в учебных подразделениях за рубежом вплоть до конца войны.

## Выпуск
| Модификация | Fairey | Austin Motors | Всего |
| ----------- | ------ | ------------- | ----- |
| все         | 1164   | 1032          | 2196  |

| Год   | Количество |
| ----- | ---------- |
| 1937  | 80         |
| 1938  | 382        |
| 1939  | 1035       |
| 1940  | 699        |
| Всего | 2196       |

## Тактико-технические характеристики
Приведённые ниже характеристики соответствуют модификации Battle Mk.III:

### Технические характеристики
- Экипаж: 3 человека
- Длина: 12,85 м
- Размах крыла: 16,46 м
- Высота: 4,72 м
- Площадь крыла: 39,2 м²
- Масса пустого: 3 015 кг
- Масса снаряжённого: 4 895 кг

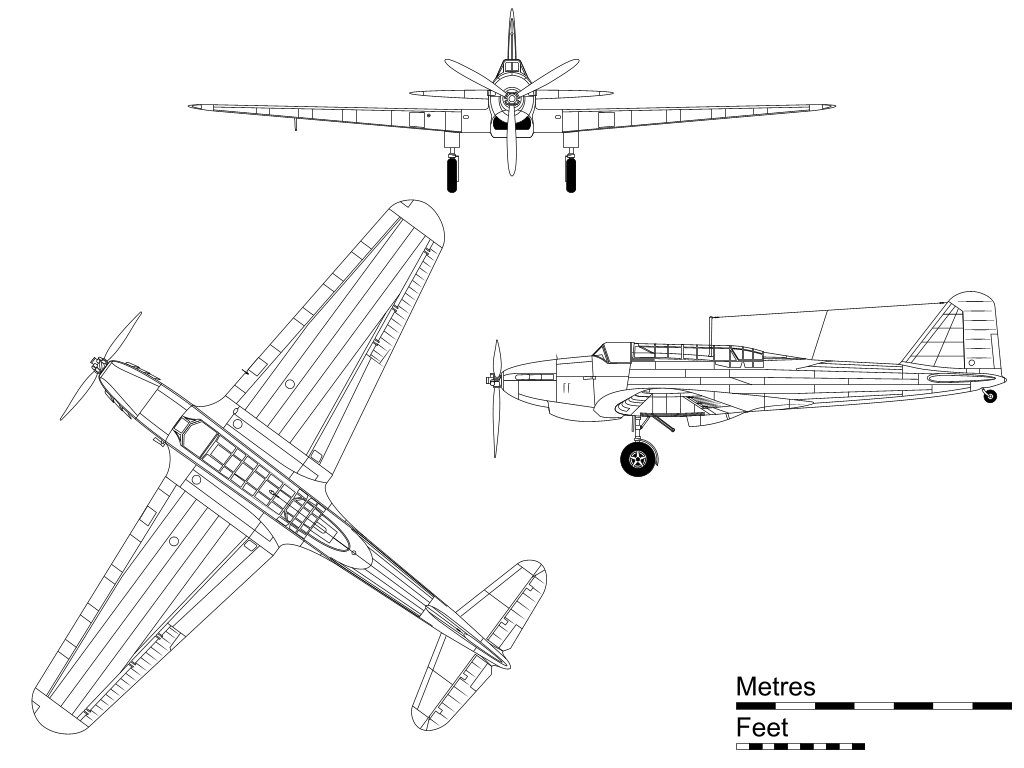
Проекции самолёта.

- Двигатели: 1× Rolls-Royce Merlin II V-образный 12-цилиндровый жидкостного охлаждения
- Мощность: 1× 1030 л. с. (770 кВт)

### Лётные характеристики
- Максимальная скорость:
  - у земли: 338 км/ч
  - на высоте: 412 км/ч на 4 570 м
- Крейсерская скорость: 338 км/ч
- Практическая дальность: 1 600 км
- Практический потолок: 7 600 м
- Скороподъёмность: 4,7 м/с
- Нагрузка на крыло: 125 кг/м²
- Тяговооружённость: 157 Вт/кг

### Вооружение
- Пулемётное:
  - 1× 7,7-мм Browning .303 Mk.II в правом крыле
  - 1× 7,7-мм пулемёт Vickers K
- Бомбовая нагрузка:
  - 4× 110 кг бомб в бомбоотсеке
  - 230 кг бомб на внешней подвеске

## Эксплуатанты

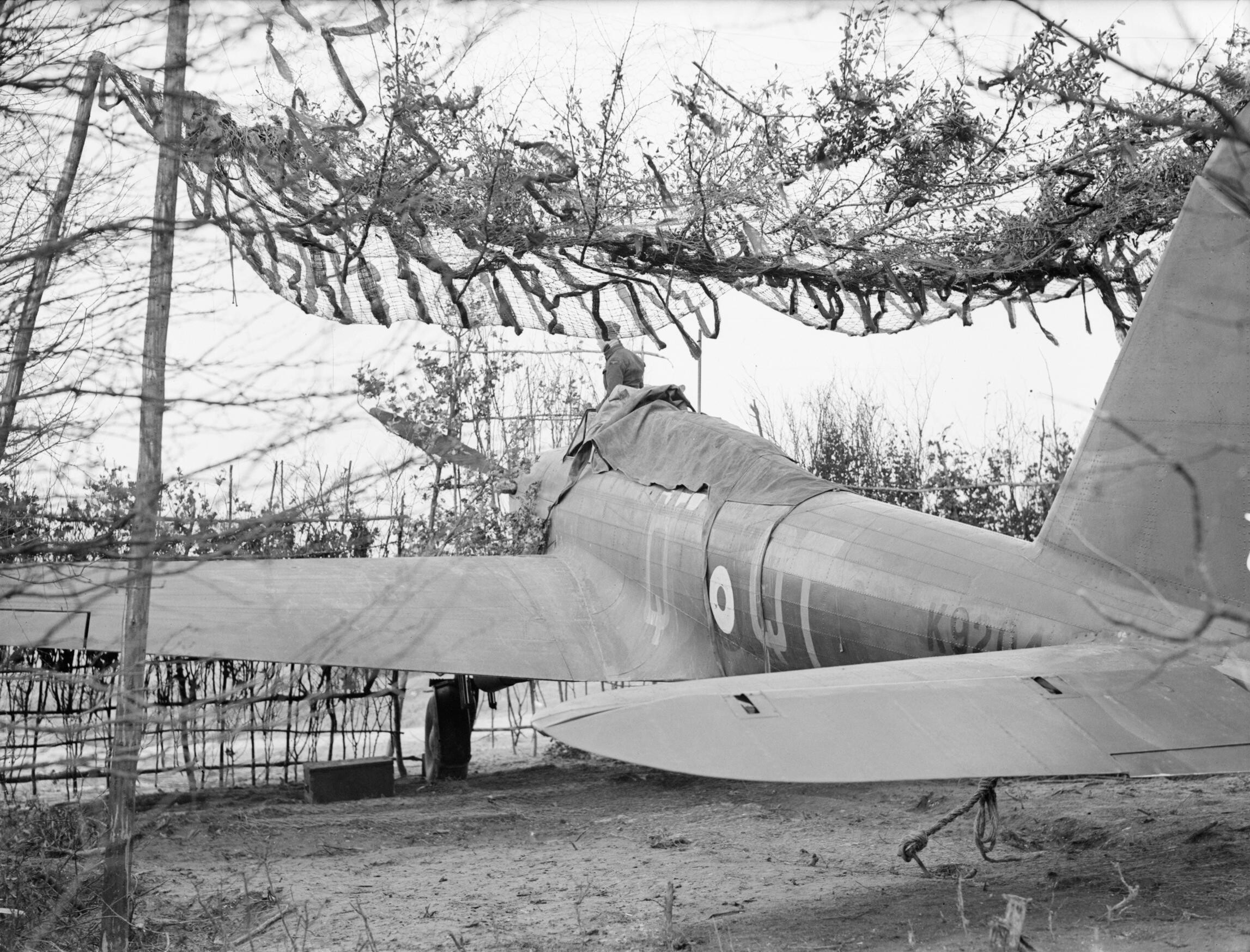
Fairey Battle, K9204, из 42-й эскадрильи в укрытии близ Берри-о-Бак, Франция

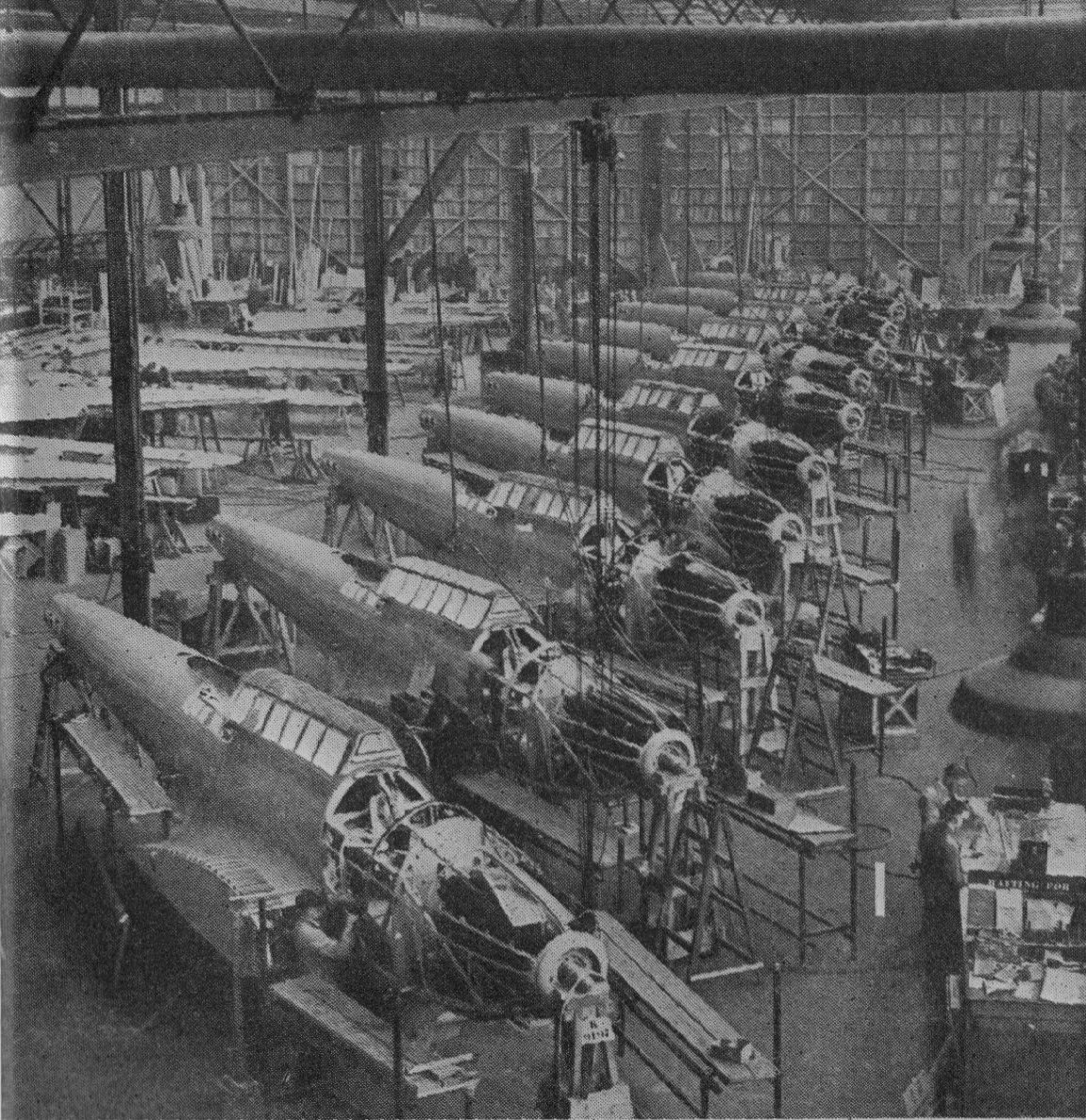
Сборка Fairey Battle на авиазаводе

(кроме нижеперечисленных частей и соединений, многие самолёты этого типа также использовались в ряде авиашкол)
 Великобритания
- ВВС Великобритании: эскадрильи №№12, 15, 35, 40, 52, 63, 88, 98, 103, 105, 106, 141, 142, 150, 185, 207, 218, 226, 234, 235, 239, 242, 245, 253, 266, 616.
- ВВС Флота Великобритании (Fleet Air Arm) (до мая 1939 года часть ВВС): 3 самолёта[2]

 Канада
- ВВС Канады: 739 самолётов.

 Австралия
- ВВС Австралии: 366 самолётов использовались в качестве учебных[3][4]

 Британская Индия
- ВВС Британской Индии: 4 самолёта получены в 1942 году.[5]

 Южно-Африканский Союз
- ВВС ЮАС: всего около 340 самолётов. Числились, в частности, в 11-й эскадрилье.

 Бельгия
- Воздушные силы бельгийской армии: 16 самолётов.[6]

 Греция
- Королевские ВВС Греции: получено 11 самолётов из планировавшихся 12, применялись в 33-й бомбардировочной эскадрилье, все уничтожены.

 Польша
- ВВС Польши в Британии: эскадрильи RAF №№ 300, 301, 304, 305

 Ирландия
- Воздушный корпус Ирландии: 1 интернированный в 1942 году британский буксировщик мишеней с 1944 по 1946 использовался по прямому назначению.[5][7]

 Турция
- ВВС Турции: 30 самолётов, включая буксировщик мишеней.[8]